# William Craven (4e comte de Craven)
Pour les articles homonymes, voir William Craven.
William George Robert Craven, 4e comte de Craven (16 décembre 1868 – 10 juillet 1921), titré vicomte Uffington de 1868 à 1883, est un pair britannique et un homme politique libéral.

## Jeunesse
Il est le fils aîné de George Craven (3e comte de Craven) (1841–1883), qui est Lord Lieutenant du Berkshire entre 1881 et 1883, et de son épouse Evelyn Laura Barrington (1848-1924). 
Son père est le deuxième fils de neuf enfants nés de William Craven (2e comte Craven) et Emily Mary Grimston, elle-même fille de James Grimston (1er comte de Verulam). Son grand-père est également lord-lieutenant du Warwickshire de 1853 à 1856. Sa tante paternelle, Elizabeth Craven, épouse Arthur Egerton (3e comte de Wilton), et une autre, Blanche Craven, épouse George Coventry (9e comte de Coventry), et une autre, Beatrix Jane Craven, épouse George Cadogan (5e comte Cadogan). Sa mère est la deuxième fille de George Barrington (7e vicomte Barrington), qui est député de Eye et capitaine de l'honorable Corps of Gentlemen-of-Arms et capitaine des Yeomen of the Guard sous la reine Victoria dans les années 1880. Sa tante maternelle, Constance Mary Barrington, est mariée à Lawrence Palk, 2e baron Haldon. 

## Carrière

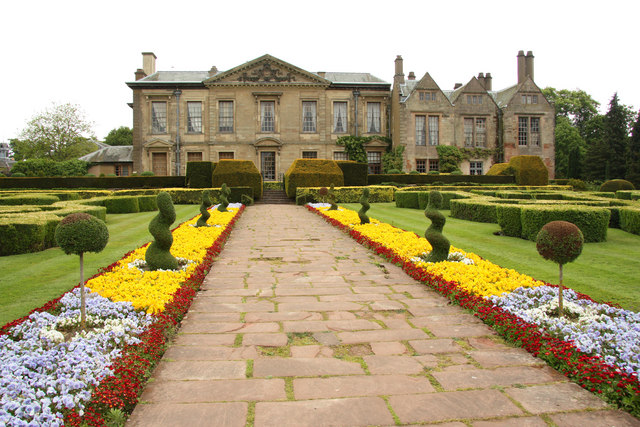
Domaine Craven, abbaye de Coombe

En 1883, à l'âge de quatorze ans, il succède à son père comme quatrième comte de Craven, 4e vicomte Uffington et 10e baron Craven de Hampsted Marshall. Il fait ses études entre 1882 et 1884 au Eton College, près de Windsor, en Angleterre. Il prend ensuite place sur les bancs libéraux de la Chambre des lords et, de 1890 à 1892, il est aide de camp du Lord lieutenant d'Irlande. 
En 1911, il est nommé capitaine des Yeomen de la garde dans l'administration libérale du Premier ministre Herbert Henry Asquith, poste qu'il occupe jusqu'en 1915. Il reçoit l'Ordre de la Couronne de Belgique, l'Ordre national de la Légion d'honneur, et en 1919, il est nommé Officier, Ordre de l'Empire britannique. 
De 1913 jusqu'à sa mort en 1921, il est également Lord Lieutenant du Warwickshire.

## Vie privée

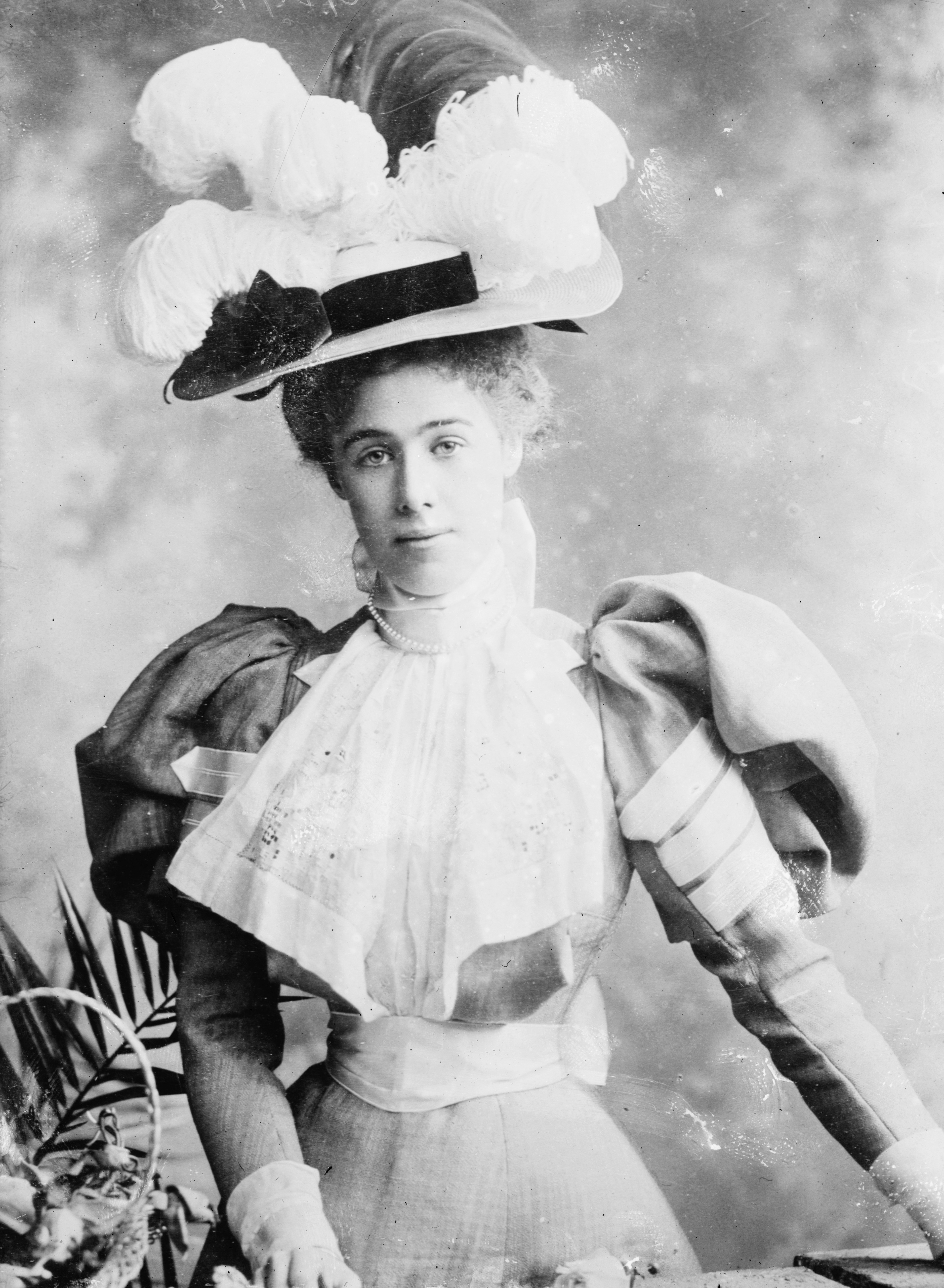
Son épouse, Cornelia, comtesse de Craven

Le 18 avril 1893, Lord Craven, alors âgé de vingt-quatre ans, épouse Cornelia Martin, âgée de seize ans (1877-1961), à Grace Church, New York. Cornelia, qui est la seule fille de Bradley Martin, un riche banquier américain, et sa femme, Cornelia Sherman Martin, rencontre Craven pendant que sa famille louait un domaine écossais des Highlands, Balmacaan . Le mariage lui apporte une propriété à Mayfair et finance la rénovation de l'Abbaye de Coombe, son domaine familial dans le Warwickshire qui a obtenu un nouveau toit, des réparations structurelles et ses premières lampes électriques. Ensemble, ils sont les parents de: 
- William Craven (5e comte de Craven) (1897–1932) qui épouse Mary Williamina George, fille de William George, greffier d'Invergordon, le 14 octobre 1916[8]

En 1921, alors qu'il navigue à Cowes Week, et bien qu'il soit un bon nageur, Lord Craven tombe par-dessus bord de son yacht Sylvia au large de l'île de Wight et se noie à l'âge de 52 ans. Son corps est retrouvé à terre le 12 juillet 1921 Il est remplacé par son fils, William, vicomte Uffington à sa mort en 1921. 
Après sa mort, sa veuve vend l'abbaye de Coombe à un constructeur du nom de John Grey en 1923, et est décédée en 1961.